# Edifici bioclimàtic
Un edifici bioclimàtic, o construcció bioclimàtica, és una edificació que per les seues característiques específiques de disseny i orientació faciliten un nivell adequat de confort amb una aportació mínima o nul·la d'energia suplementària.
Aquests dissenys prenen en consideració aspectes com la radiació solar incident sobre l'edificació, corrents d'aire, vegetació de l'entorn, etc., així com l'evolució d'aquests factors al llarg de les distintes situacions climàtiques a què es veu sotmesa la construcció.
La concepció bioclimàtica de l'edificació facilita l'eficiència energètica i, per tant, l'estalvi energètic.

## Principis de la construcció bioclimàtica

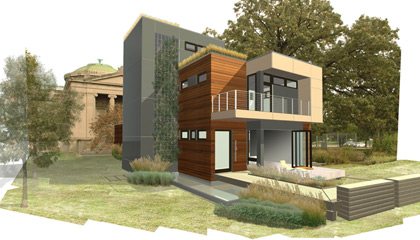
Blu Homes mkSolaire, un edifici bioclimàtic dissenyat per Michelle Kaufmann.

Els principis de la bioconstrucció són els generals de l'ecologisme: parteixen de l'afany de conscienciar que el planeta és casa nostra i, per tant, és una responsabilitat envers nosaltres mateixos i les generacions futures cuidar-lo i preservar-lo en òptimes condicions, a ell i als éssers que l'habiten. Edificar tanmateix causa un gran impacte en el medi ambient. La bioconstrucció pretén minimitzar-lo, ajudant a un desenvolupament sostenible, que no esgoti els recursos. També tracta d'aconseguir un hàbitat saludable. La construcció bioclimàtica s'ha d'entendre com la manera de construir respectuosa amb el medi que l'envolta.
En el moment de pensar l'edifici s'han de tenir en consideració els següents aspectes:
- Gestió del sòl
- Gestió de l'aigua
- Gestió de l'aire
- Gestió de l'energia
- Consum i desenvolupament local

La construcció ecològica, per tant, és una manera de crear un hàbitat adequat a l'ésser humà, respectant de la millor manera que es pugui el medi on s'assenta. Així mateix té en compte factors com la proximitat i l'ús de materials fàcils d'utilitzar, amb la menor despesa energètica possible. L'objectiu és reduir l'impacte ambiental que la construcció té en el medi ambient, tractant al mateix temps d'arrelar en la societat la seva filosofia.

## Objectius

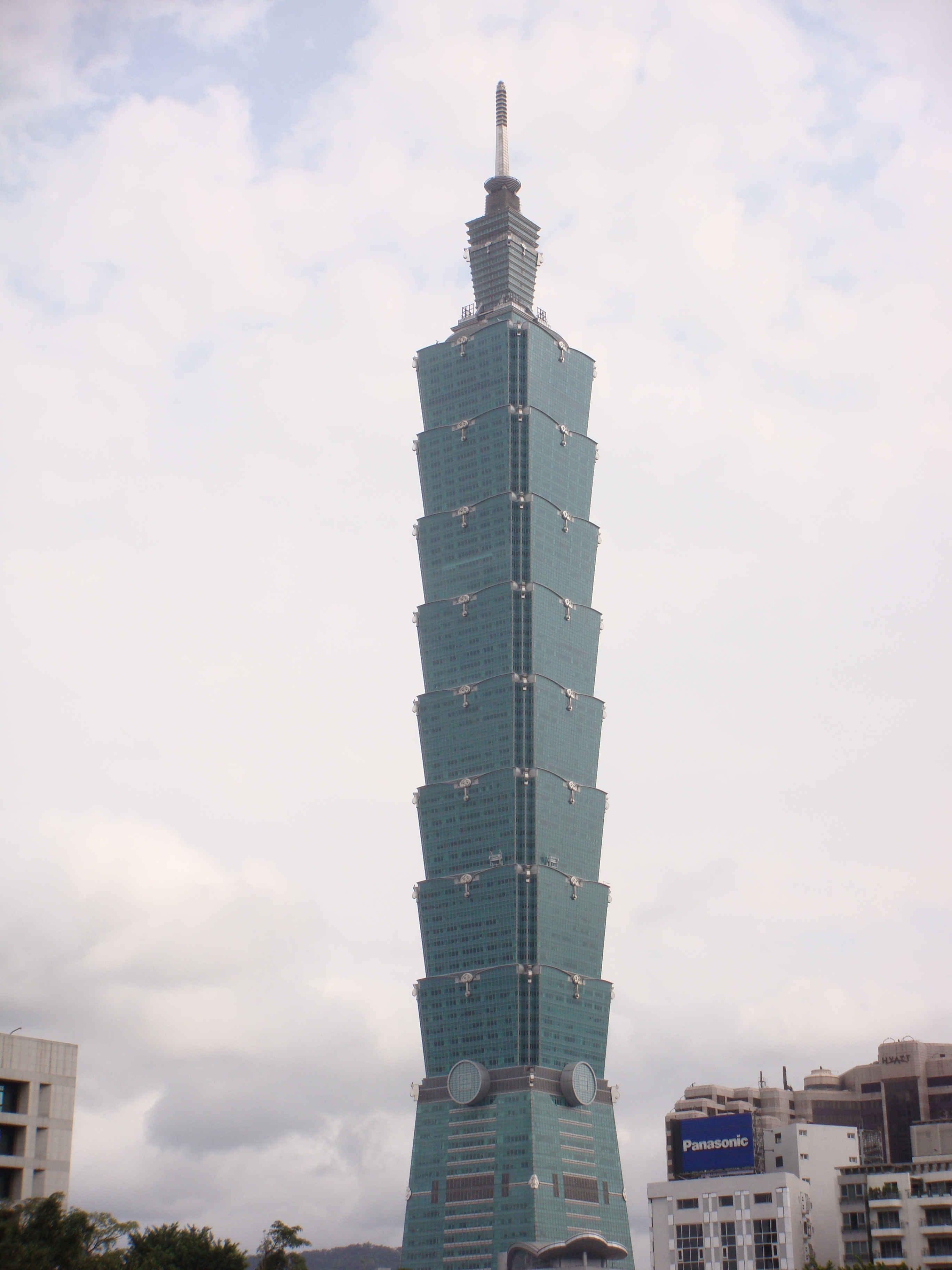
El Taipei 101 és la construcció ecològica més alta i més gran amb la certificació LEED Platinum, des del 2011.

El concepte de desenvolupament sostenible apareix durant les crisis energètiques (sobretot les del petroli) i la presa de consciència sobre la contaminació ambiental de les dècades de 1960 i 1970. El llibre de Rachel Carson, Silent Spring, publicat el 1962, és considerat un dels primers esforços inicials per a descriure el desenvolupament sostenible relacionat amb la construcció ecològica. El moviment dels edificis sostenibles als Estats Units es va originar a partir de la necessitat i el desig de realitzar pràctiques constructives més eficients i respectuoses amb el medi ambient.
La construcció bioclimàtica reuneix una àmplia gamma de pràctiques, tècniques i habilitats per reduir i, finalment, eliminar els impactes dels edificis sobre el medi ambient i la salut humana. Sovint posa èmfasi en aprofitar els recursos renovables, per exemple, utilitzant la llum solar a través d'equips solars passius, solars actius i/o fotovoltaics, i utilitzant plantes i arbres a través de cobertes verdes, jardins pluvials i reducció de les aigües de pluja. S'utilitzen moltes altres tècniques, com ara utilitzar materials de construcció de baix impacte o utilitzar grava o formigó permeable en lloc de formigó convencional o asfalt per millorar la reposició d'aigües subterrànies.
Tot i que les pràctiques o les tecnologies emprades en la construcció d'edificis bioclimàtics estan en constant evolució i poden diferir de regió a regió, persisteixen principis fonamentals a partir dels quals es diversifica el mètode: localització i eficiència del disseny de l'estructura, eficiència energètica, eficiència de l'aigua, eficiència dels materials, millora de la qualitat ambiental interior, operacions i optimització del manteniment i reducció de residus i toxics. L'essència de l'edificació bioclimàtica és l'optimització d'un o més d'aquests principis. A més, amb el disseny sinèrgic adequat, les tecnologies de construcció ecològica individuals poden treballar conjuntament per produir un major efecte acumulatiu.
Pel que fa a l'estètica de l'arquitectura ecològica o del disseny sostenible, hi ha la filosofia de dissenyar un edifici en harmonia amb les característiques i els recursos naturals que l'envolten. Hi ha diversos passos clau per dissenyar edificis sostenibles: Prendre materials de construcció "verds" procedents de fonts locals, reduir càrregues, optimitzar sistemes i generar energies renovables en el mateix lloc.

### Ubicació adequada
Evitar la proximitat de fonts emissores de radiacions electromagnètiques, de contaminació química o acústica, com ara fàbriques, grans vies de comunicació, línies d'alta tensió, subestacions i centres de transformació. En un altre ordre de coses, s'ha d'evitar també posar en perill algun ecosistema o hàbitat.

### Integració en l'entorn
Atenent a la morfologia del terreny, construccions adjacents, els estils arquitectònics tradicionals de la zona, incloent vegetació pròpia del lloc i harmonia de formes constructives. Procurant integrar en comptes d'ocupar. Les proporcions espacials, així com les formes i colors tenen gran importància en l'harmonització del lloc.

### Disseny personalitzat
Segons les necessitats de l'usuari, de manera que l'habitatge se li adapti i serveixi perfectament per desenvolupar-hi la seva vida. La bioconstrucció tracta d'evitar l'excés d'elements rectilinis i les cantonades i racons angulars, així com els materials excessivament rígids o tensionats. Els llums se salven amb arcs i voltes.

### Distribució d'espais i orientació
Es tindrà en compte la distribució eficient dels serveis i a les consideracions bioclimàtiques, d'estalvi energètic i funcionals. Es perseguirà sempre que sigui possible una bona orientació. S'hi instal·laran els envidriaments adequats per aconseguir el màxim d'aprofitament tèrmic i lumínic (amb parets i sòls d'alta inèrcia tèrmica). Els espais de poc ús (garatges, rebosts, escales...) se seituaran al nord, i zones d'ús habitual (cuines, sales, menjadors, habitacions...) al sud. En els llocs de descans es tractarà d'evitar el pas de conduccions d'electricitat, aigua o de qualsevol altre tipus.

### Ús de materials saludables, biocompatibles i higroscòpics

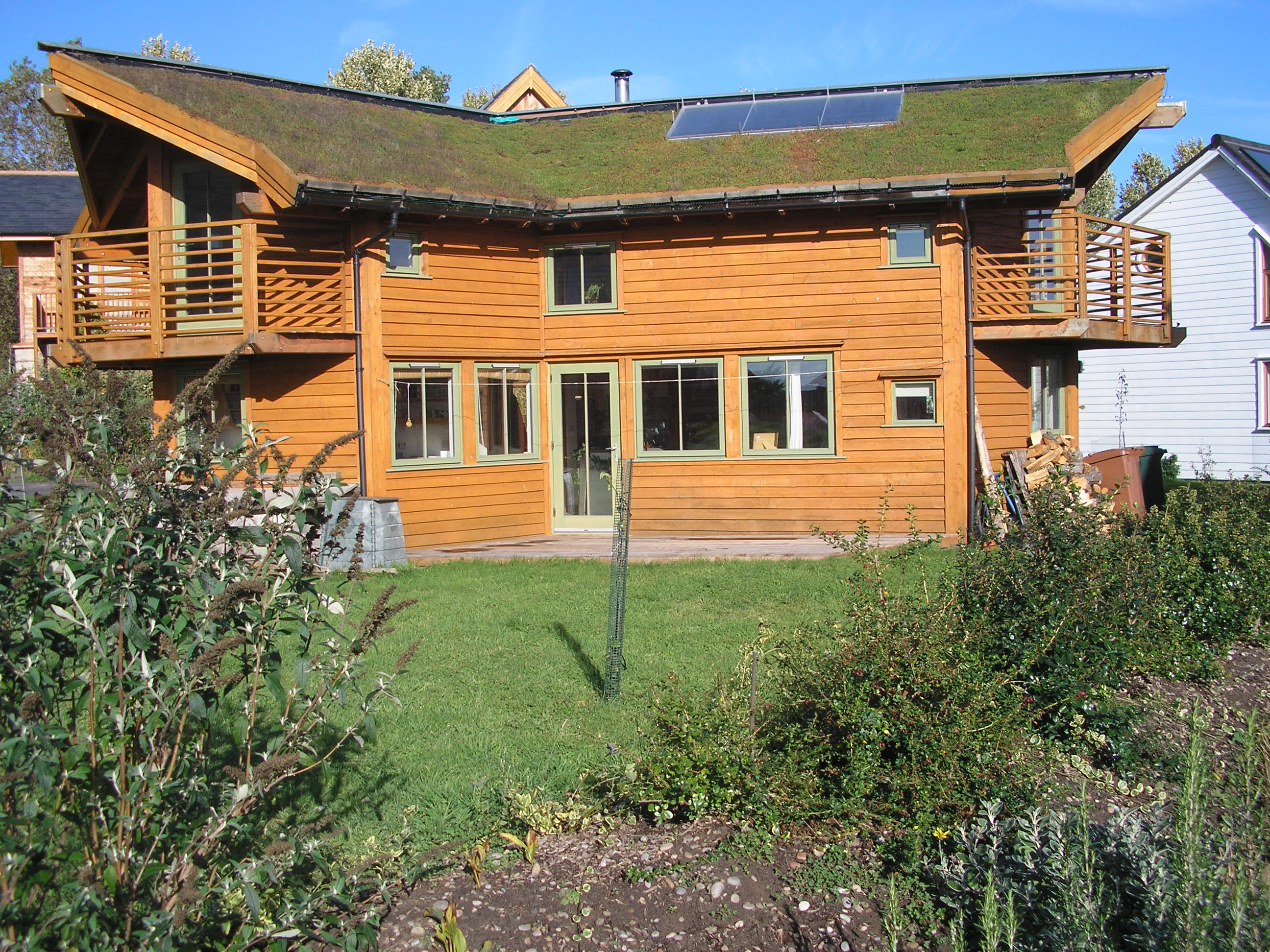
Una casa ecològica a Findhorn Ecovillage amb sostre de gespa i panells solars.

Els materials han de facilitar els intercanvis d'humitat entre l'habitatge i l'atmosfera. L'habitatge ha de "respirar". Els materials hauran de ser de matèries primeres el menys elaborades possible i, si pot ser, cal utilitzar recursos de la zona. Les cases han de trobar-se totalment exemptes d'elements nocius com l'asbest, el poliuretà o el PVC. Els conductes de sanejament de gran diàmetre poden ser de ceràmica amb connexions de cautxú i els de petit diàmetre, de PP (polipropilè), PB (polibutilè) i / o PE (polietilè) en lloc de PVC. Amb aquests materials, les conduccions són més estables, flexibles, duradores i menys sorolloses.
Per a les conduccions elèctriques, ja hi ha al mercat cables lliures d'halògens i sense PVC, així com tub-ris de polipropilè. Evitarem els aïllaments i pintures de porus tancat, plastificats, elements retenidors de pols electroestàtica (moquetes, sòls plàstics...) i tots aquells materials que emeten gasos tòxics en la seva combustió. Hem d'utilitzar pintures amb silicat, a l'aigua, oli de llinosa, colofònia, ceres naturals, etc, així com per als elements decoratius, tractaments de fusta o lluïts i arrebossats.
En els elements estructurals, emprarem ciments naturals o calç hidràulica. L'ús de l'acer ha de restringir-se a l'imprescindible i ha de ser convenientment derivat a terra. Avui dia s'abusa molt dels elements estructurals de formigó armat, com bigues, pilars i forjats, sobretot les biguetes de formigó armat pretensades, les quals contenen acer amb una tensió-torsió permanent, quan en molts casos aquests poden ser substituïts per murs autoportants, armadures, arcs i voltes. Per altra banda, el ciment de tipus pòrtland està compost per cendres volàtils i escòries siderúrgiques que afecten a diversos sentits a la sostenibilitat i la salut.

### Optimització de recursos naturals
És molt recomanable dur a terme un estudi dels recursos del lloc, de tal manera que puguem determinar els elements naturals que ens poden aportar algun tipus de "treball" sense limitar la seva perdurabilitat. És important, per tant, tenir present els següents factors: 
- Climatologia
- Insolació (radiació solar incident i temporalitat)
- Geologia i hidrologia
- Pluviometria
- Vents dominants (força, temporalitat i direcció)
- Biomassa (massa forestal)
- Ecosistemes

Al llarg de la història, el primer element d'anàlisi per a l'elecció d'un lloc com assentament humà, ha estat l'aigua. És aquest l'element primordial que condiciona la sostenibilitat d'un assentament. Avui dia hem de considerar-lo un recurs escàs i es tindrà una especial cura amb el tractament de l'aigua, la seva captació, la seva acumulació, el seu ús, la seva depuració, la seva reutilització i el seu retorn al medi natural. La captació és convenient realitzar-la en una mina horitzontal (si és possible), si no, haurem de buscar el nivell freàtic o una vena d'aigua. O fins i tot canalitzar i acumular l'aigua de pluja. Els dipòsits d'aigua han de trobar protegits de la llum i de la calor, així com construïts amb materials naturals. El seu ús ha de ser responsable i auster. És recomanable separar les aigües grises (lavabos, aigüeres, dutxes) de les aigües negres (inodors) per a ser tractades de manera eficient i poder depurar-ho de forma biològica per a la seva posterior reutilització.
Es tractarà d'aprofitar la llum solar (insolació) com a element primordial d'il·luminació i com a font d'energia per a l'escalfament de paraments i col·lectors solars. De la mateixa manera es pot produir electricitat amb panells fotovoltaics. Es tindran en compte els vents dominants, la seva intensitat, direcció i temporalitat. Amb això podrem adoptar sistemes de climatització basats en el principi de "pressió diferencial en conductes de ventilació i/o refrescament", així com adoptar mesures per evitar les seves possibles afeccions col·locant pantalles biològiques. Cal implantar-hi elements per a la climatització natural, com ara masses forestals, llacunes, sunths termosolars, hivernacles, cobertes verdes, etc. També caldria la implantació de les energies renovables aprofitables en aquest lloc determinat (com ara aerogeneradors, turbines hidràuliques, panells solars, biomassa, etc), així com l'aprofitament dels materials constructius del lloc.

### Implantació de sistemes i equips per a l'estalvi
Utilització de l'arquitectura bioclimàtica, a través de sistemes de captació solar passiva, galeries de ventilació controlada i sistemes vegetals hídrics reguladors de la temperatura i la humitat. Ventilació per sunt termosolar. Ràfecs (o volades) dissenyats adequadament. Preferiblement murs autoportants que aportin inèrcia tèrmica, amb aïllament cap a l'exterior. A les façanes amb insolació intensa s'hi poden incorporar pantalles ventilades. Posar vegetació perenne al nord i caduca al sud, est i oest. On la climatologia ho permeti, és convenient incorporar a l'edifici cobertes vegetals inundables. Caldria instal·lar atomitzadors per a l'estalvi de l'aigua a les aixetes, i aquelles que s'utilitzin per a dutxar-se han de ser termostàtiques. Equipament mobiliari de baix impacte i configuració ergonòmica, Electrodomèstics de baix consum i baixa emissió electromagnètica i iònica, nul·la emissió de microones i ones gamma, etc, amb una presa de terra adequada, que no emetin gasos nocius i que les seves cobertes siguin naturals. S'ha de tenir en compte no només la disposició òptima del mobiliari, sinó també la seva pròpia forma i contorn geomètric.

### Incorporació de sistemes i equips de producció neta
Després d'un estudi dels recursos naturals del lloc i de les necessitats a cobrir, s'han de determinar els sistemes més adequats per obtenir l'energia que es necessita, com per exemple:
- Energia solar tèrmica amb panells plans, concentradors o tubs de buit per cobrir les necessitats d'aigua calenta sanitària i suport a la calefacció. També podem produir fred amb energia solar, geotèrmica, biomassa o biogàs, mitjançant màquines d'absorció. Mitjançant forns solars i/o concentradors parabòlics podem obtenir l'energia necessària per a la cocció dels aliments en més d'un 75% dels dies.

- Geotèrmica en aquells llocs que tinguin pròxima alguna vena magmàtica i/o vapor procedent del subsòl, mitjançant intarcambiadors per a tot tipus de tractaments tèrmics.
- Biomassa procedent de residus agroforestals per al suport de la tèrmica solar.
- Biogàs procedent dels digestors anaeròbics de les EDAR per al suport de la tèrmica solar.
- Energia solar fotovoltaica per a la producció d'electricitat.
- Hidràulica per a la generació d'electricitat així com aquelles màquines que requereixin d'una força motriu. El seu ús s'hauria de considerar restringit a aquells llocs on el seu impacte sigui mínim.
- Eòlica, exactament igual que la hidràulica. El seu ús ha de considerar-se restringit a aquells llocs on el seu impacte sigui mínim.

### Programa de recuperació de residus i la seva depuració
Cal separació els residus en origen, amb programa de reciclatge i, si és possible, reutilització dels sòlids inorgànics i també el compostatge dels orgànics. Hem de posar especial atenció en la depuració de les aigües residuals per a la posterior utilització (per exemple en el reg). En els llocs amb gran escassetat d'aigua s'han d'incorporar sistemes de deshidratació orgànica o "WC secs" amb el seu posterior programa de compostatge.

### Manual d'usuari per a la seva utilització i manteniment
En el qual es detallin les actuacions que ha de realitzar l'usuari i les que haurà de realitzar el mantenidor professional.